# Biophytum helenae
Biophytum helenae là một loài thực vật có hoa trong họ Chua me đất. Loài này được Buscal. & Muschl. mô tả khoa học đầu tiên năm 1913.